# اینیگو لوپز (بازیکن فوتبال)
اینیگو لوپز (انگلیسی: Íñigo López؛ زادهٔ ۲۳ ژوئیهٔ ۱۹۸۲) بازیکن فوتبال اهل اسپانیا است.
از باشگاه‌هایی که در آن بازی کرده‌است می‌توان به باشگاه فوتبال اتلتیکو مادرید، باشگاه فوتبال اوئسکا، باشگاه فوتبال پائوک، باشگاه فوتبال آلکورکون، باشگاه فوتبال کوردوبا، باشگاه فوتبال سلتاویگو، باشگاه فوتبال گرانادا، و باشگاه فوتبال اتلتیکو مادرید بی اشاره کرد.